# Miloš Košíček
Miloš Košíček (13. srpna 1950, Brno – 22. července 2014, Prostějov) byl český disident, farář Československé církve husitské a jeden z vůdců sametové revoluce v Prostějově.

## Životopis
Před revolucí pracoval jako seřizovač, pracovník pojišťovny a topič-údržbář.
V roce 1989 byl jednou z vůdčích osobností sametové revoluce v Prostějově.
V letech 1990–1995 vystudoval teologii na Husitské teologické fakultě Univerzity Karlovy, 1995–1997 psychosociální vědy a 1997–1998 pedagogickou nástavbu. V letech 1990–2008 byl ředitelem Domova důchodců v Prostějově. Od roku 1995 pracoval jako kazatel a od roku 1998 duchovní Církve československé husitské. Od roku 2008 působil jako farář v Prostějově, Pěnčíně a Moravské Třebové.
Byl jedním z iniciátorů petice, který žádala pojmenování náměstí v Prostějově po Václavu Havlovi.